# Quo Vadis? (ER)
Quo Vadis? is de negende aflevering van het achtste seizoen van de televisieserie ER, die voor het eerst werd uitgezonden op 22 november 2001.

## Verhaal
Dr. Benton gaat een gevecht aan in de rechtbank met Roger over de voogdijzaak van Reese. De rechter heeft grote moeite met de lange uren die dr. Benton maakt in het ziekenhuis. 
Dr. Weaver ziet brandweervrouw Sandy Lopez wel zitten en vraagt haar mee uit.
Dr. Carter en dr. Lewis behandelen een echtpaar met een vreemde allergie, de vrouw is allergisch voor de sperma van haar man. Ondertussen verklaart hij aan dr. Lewis zijn ware gevoelens voor haar.
Lockhart verklaart openlijk haar twijfels over het feit of Nicole wel echt zwanger is van dr. Kovac. 
De vriend van Rachel, de dochter van dr. Greene, wordt op de SEH opgenomen met een gebroken enkel. Hij schijnt onder invloed te zijn van Cannabis, dit maakt dr. Greene bezorgd en wil dat zijn dochter een drugstest ondergaat. 
Dr. Corday probeert toestemming te krijgen van de echtgenoot voor een orgaantransplantatie van zijn echtgenote die hersendood is. Eerst weigert hij dit maar dr. Corday kan hem toch overtuigen door hem in te laten stemmen met een riskante ingreep. 

## Rolverdeling

### Hoofdrollen
- Anthony Edwards - Dr. Mark Greene
- Hallee Hirsh - Rachel Greene
- Noah Wyle - Dr. John Carter
- Laura Innes - Dr. Kerry Weaver
- Alex Kingston - Dr. Elizabeth Corday
- Paul McCrane - Dr. Robert Romano
- Goran Višnjić - Dr. Luka Kovac
- Sherry Stringfield - Dr. Susan Lewis
- Michael Michele - Dr. Cleo Finch
- Eriq La Salle - Dr. Peter Benton
- Matthew Watkins - Reese Benton
- Maura Tierney - verpleegster Abby Lockhart
- Laura Cerón - verpleegster Chuny Marquez
- Yvette Freeman - verpleegster Haleh Adams
- Deezer D - verpleger Malik McGrath
- Lily Mariye - verpleegster Lily Jarvik
- Dinah Lenney - verpleegster Shirley
- Lyn Alicia Henderson - ambulancemedewerker Pamela Olbes
- Montae Russell - ambulancemedewerker Dwight Zadro
- Lisa Vidal - brandweervrouw Sandy Lopez
- Vondie Curtis-Hall - Roger McGrath
- Khandi Alexander - Jackie Robbins
- Troy Evans - Frank Martin
- Sharif Atkins - Michael Gallant

### Gastrollen (selectie)
- Castulo Guerra - rechter Alter
- Roma Maffia - Ms. Prager
- Tom Wright - Wharton
- Rick Gonzalez - Jorge Escalona
- Miguel Pérez - Santiago Escalona
- Miguel Castro - Rudy Escalona
- Tracy McCubbin - Carolyn
- Lou Myers - Mr. Urman
- Mark Tymchyshyn Mr. Pruitt
- Julie Delpy - Nicole
- Sid Conrad - Lou